# Catocala timur
Catocala timur (tên tiếng Anh: Timur Underwing) là một loài bướm đêm thuộc họ Erebidae. Nó được tìm thấy ở Transcaspia.
Sải cánh dài khoảng 40 mm.

## Phụ loài
- Catocala timur timur (Transcaspia)
- Catocala timur richteri (miền nam Iran)